# Canthidium discopygidiale
Canthidium discopygidiale là một loài bọ cánh cứng trong họ Bọ hung (Scarabaeidae).